# Distrito Escolar de Olathe
El Distrito Escolar de Olathe o Escuelas Públicas de Olathe (Distrito Escolar Unificado de Olathe No. 233, Inglés: Olathe Unified School District 233) es un distrito escolar de Kansas. Tiene su sede en Olathe. El consejo escolar del distrito tiene un presidente, un vicepresidente, y cinco miembros. El distrito gestiona 34 escuelas primarias, nueve escuelas medias, y cuatro escuelas preparatorias. Tiene más de 27.000 estudiantes y más de 4.200 empleados.